# Badstuen (Odense)
 For alternative betydninger, se Badstuen. (Se også artikler, som begynder med Badstuen)
Badstuen er en bygning på Østre Stationsvej i Odense, der blev opført i 1923 som en offentlig badeanstalt. I første halvdel af det 20. århundrede var det de færreste, der ejede en form for bad. Derved var Badstuen en stor attraktion for mange mennesker i Odense. I 1967 lukkede Badstuen, og stedet blev lavet om til et fritidscenter, der åbnede i 1971, og efterhånden udviklede centeret sig til et kulturhus med mange forskellige aktiviteter.
I forbindelse med at Odense Kommune ønskede at sælge bygningen i 2005, var der interesse fra to parter, der henholdsvis ønskede at indrette bygningen til international skole og konferencehotel. 2008 blev Badstuen opkøbt af Henriette Hørlücks Skole, hvis bygninger ligger ved siden af. Badstuen fik i 2011 en international afdeling, Odense International School, med støtte fra A.P. Møller og Hustru Chastine Mc-Kinney Møllers Fond til almene Formaal på 3,3 millioner kr.
Bygningen er tegnet af den lokale arkitekt Hjalmar Kjær og V. Møller Jørgensen.